# بيل اولبرايت
بيل اولبرايت (بالإنجليزية: Bill Albright)‏ هو لاعب كرة قدم أمريكية ولاعب كرة قدم كندية أمريكي، ولد في 4 أبريل 1929 في راسين في الولايات المتحدة، وتوفي في 17 يناير 2013 في سبونر في الولايات المتحدة.

## وصلات خارجية
- بيل اولبرايت على موقع مرجع كرة القدم المحترفة.كوم (الإنجليزية)